# Charles Jameson Grant
Charles Jameson Grant spesso citato come CJ Grant (fl. 1830-1852) è stato un incisore e illustratore britannico, ricordato principalmente per il suo lavoro di incisore di caricature politiche durante la metà degli anni 1830.

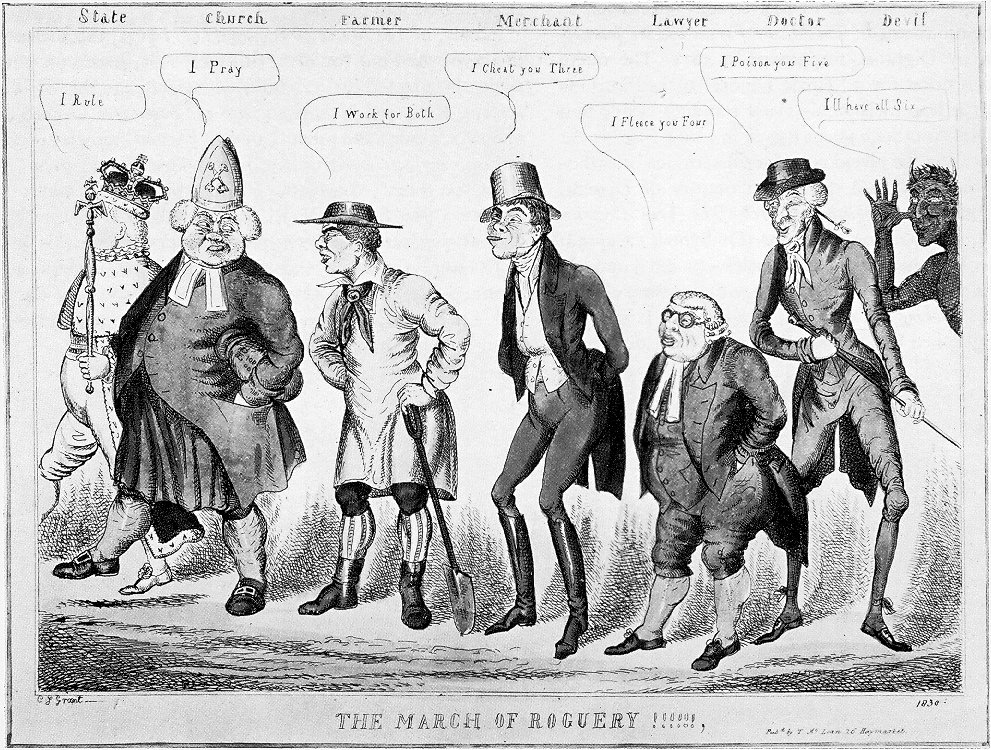
"The March of Roguery", una caricatura del 1830 di CJ Grant.

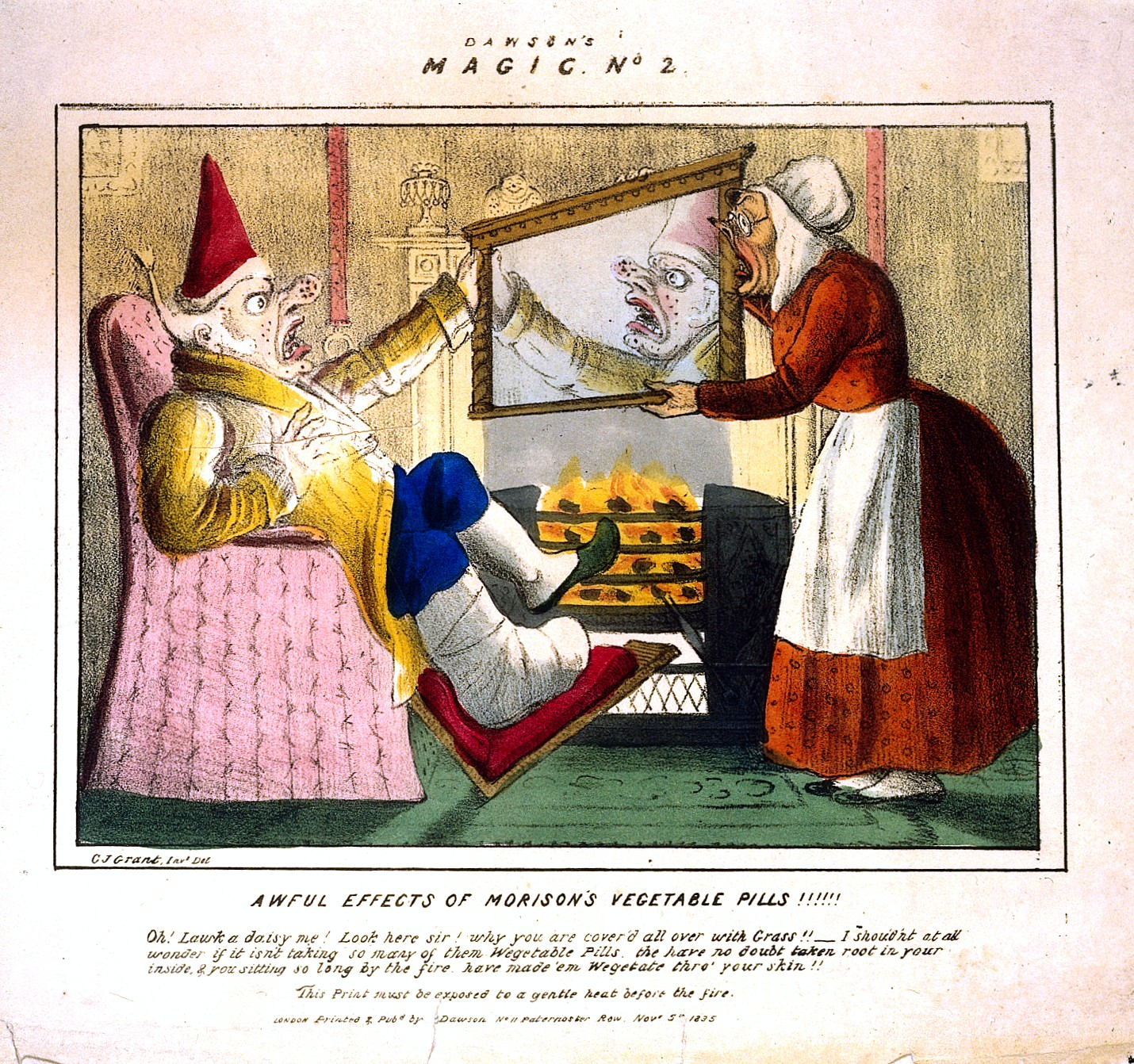
Effetti terribili delle pillole vegetali di Morison! di CJ Grant

Il suo lavoro più notevole fu The Political Drama (1833-1836), una serie di 131 satire politiche incise in legno che esprimevano le opinioni del movimento radicale e attaccavano la condotta delle fazioni Whig e Tory per non aver introdotto riforme costituzionali più democratiche. Avrebbe continuato a produrre xilografie per diverse testate di giornali cartisti tra la fine degli anni 1830 e l'inizio degli anni 1840, ma la sua carriera sembra essere entrata successivamente in un periodo di declino. La sua ultima stampa conosciuta venne pubblicata nel 1852 ed è possibile che sia morto poco dopo. In genere firmava le sue stampe "CJ Grant" o "CJG" 

## Biografia
Poco si sa della vita di CJ Grant e anche il suo nome completo rimane un mistero. Sebbene oggi sia comunemente indicato come Charles Jameson Grant, questa interpretazione delle sue iniziali proviene da una fonte pubblicata circa vent'anni dopo la fine della sua carriera e non è confermata da alcuna prova della vita di Grant. Poiché non esistono registrazioni di nessuno di nome Charles Jameson Grant che viveva a Londra o nei dintorni durante la prima metà del XIX secolo, è possibile che il secondo nome "Jameson" sia stato adottato al posto di un insieme più convenzionale di nomi come "Charles James" o "Charles John".
Un Charles James Grant fu battezzato nella chiesa di San Giorgio Martire a Southwark il 3 luglio 1803. La data approssimativa di nascita e il nome della madre del bambino sono correlati con la voce di CJ Grant nel censimento del 1841, che lo elenca come un incisore di 37 anni che vive con una donna di 66 anni di nome Sarah Grant. Se Grant trascorse i suoi anni di formazione nel sud di Londra, questo forse spiega come sia riuscito a stabilire un collegamento iniziale con il caricaturista di Lambeth, William Heath. La scoperta del libro di guardia personale di Grant negli anni '90 ha rivelato che aveva prodotto una serie di caricature per Heath che quest'ultimo poi aveva pubblicato e spacciato come opera sua. L'esatta natura del rapporto tra i due artisti è difficile da determinare, ma sembra probabile che si sia concluso entro la primavera del 1831, poiché a quel tempo Grant aveva iniziato apertamente a piratare copie del lavoro di Heath per altri editori.
Grant perseguì una carriera parallela come scrittore di pantomime e teatro popolare. Nel 1830 cadde in una disputa pubblica con il noto intrattenitore teatrale e clown Signor Paulo dopo aver pubblicato una lettera sul quotidiano The Morning Advertiser in cui accusava il signor Paulo di aver plagiato uno dei suoi copioni. Il signor Paulo negò strenuamente l'accusa e rispose dicendo che aveva accettato di leggere il copione di Grant solo per rispetto verso un amico comune e che lo trovava "totalmente privo dei requisiti indispensabili per intrattenimenti di quella specie". Un collegamento teatrale spiegherebbe i molti riferimenti drammatici che compaiono nelle stampe di Grant, tra cui in particolare The Political Drama, che include numerosi riferimenti a opere teatrali che venivano rappresentate sul palcoscenico londinese al momento della loro pubblicazione.
Ulteriore prova che Grant possedeva un carattere polemico può essere trovata nel seguente avviso apparso nella caricatura The Political Drama No. 110: "CJG coglie l'occasione per informare gli abitanti di Parigi, e delle sue vicinanze, che non ha alcun collegamento [sic] in qualità di artista, con un certo Gabriel Shire Tregear, editore, di Londra, da tempo, e prega solennemente che non possa mai più". Tregear era stato uno dei principali editori di Grant durante la prima parte della sua carriera, ma nel 1835 il rapporto era chiaramente giunto a una fine aspra per ragioni che rimangono sconosciute.
Nel 1840 le fortune di Grant stavano diminuendo e in una lettera scritta in quell'anno si dice che si riferisse lamentosamente a se stesso come "un oscuro oggetto sullo sfondo" del commercio editoriale londinese. Il censimento di Londra riporta che viveva in un alloggio condiviso con una donna anziana che probabilmente era sua madre in un piccolo cortile situato appena fuori Gray's Inn Road nel 1841. Potrebbe anche essere stato il Charles John Grant che è elencato come uno "stampatore litografico" che lavorava nella vicina St Chad's Row in un elenco commerciale di Londra del 1839, ma se così fosse, l'impresa fu evidentemente di breve durata poiché l'indirizzo era occupato da un nuovo proprietario meno di quattro anni dopo.
L'ultima stampa conosciuta di Grant fu pubblicata nel 1852. I registri per il New Burial Ground Bermondsey indicano che un Charles James Grant vi fu sepolto nel 1854 ed è quindi possibile che il caricaturista sia morto entro pochi anni dalla sua pubblicazione finale. Ciò sarebbe coerente con l'affermazione speculativa fatta da uno storico che scrisse che il prosciugarsi della sua carriera significava che Grant avrebbe probabilmente raggiunto "una fine miserabile e povera nella Londra di Dickens".